# Камера «Мадлен»
Камера «Мадлен» (фр. Madeleine) — портативний пристрій для фіксації запахів, розроблений студенткою Центрального коледжу мистецтва і дизайну імені Святого Мартіна (Лондон) Емі Редкліф у 2013 році. Прототипом запахової камери «Мадлен» стала технологія «Headspace», розроблена швейцарським хіміком Романом Кайзером у 1980-тих роках для запису рідкісних квіткових ароматів необхідних у парфумерній індустрії.

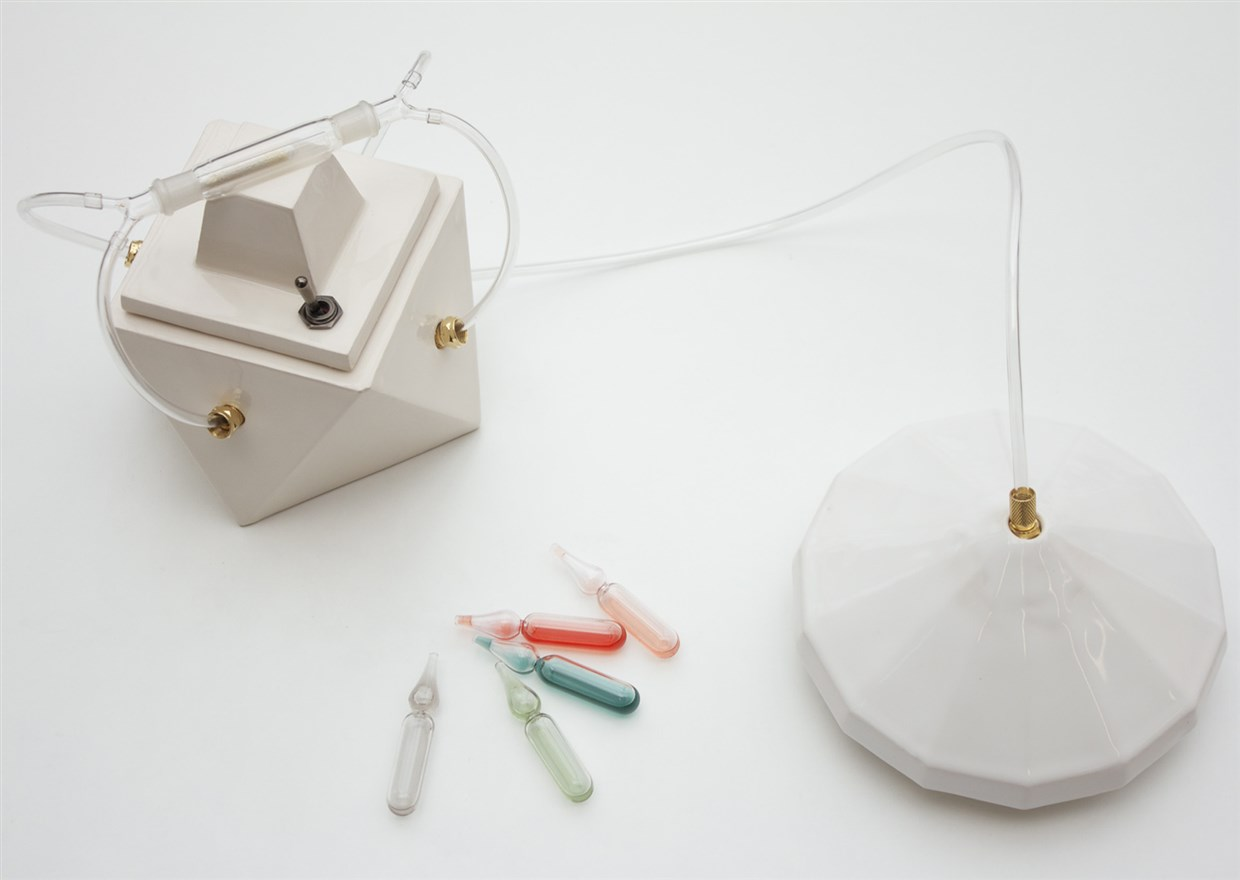
Камера «Мадлен» (англ. «smell camera» Madeleine)

## Принцип роботи
«Мадлен» реєструє молекули запаху, джерело якого розміщується під скляним куполом, в якому утворюється конденсат, що рухається по трубках до самого пристрою запису інформації. В ньому містяться полімерні смоли, що добре абсорбують пахучі молекули. Джерелом запаху може бути як і об'єкт, так і навколишнє середовище. «Це може бути що завгодно, починаючи від запаху вашого старого будинку, за яким ви сумуєте, закінчуючи ароматом дорогої вам людини, родича або партнера»,— коментує Емі Редкліф. Купол є аналогом носу, в той час як сама камера імітує принцип роботи мозку, точніше тої частини, яка відповідає за кодування запахової інформації. Цей процес може зайняти від декількох хвилин до одного дня, в залежності від насиченості та типу запаху, який записується. Згодом зафіксований аромат можна штучно відтворити в спеціальній лабораторії. Розробниця зазначає: «Подібно до того, як камера записує світлову інформацію візуального елемента, щоб створити копію, «Мадлен» записує молекулярну інформацію запаху».

## Назва
Пристрій названо в честь бісквітного печива «Мадлен», яке фігурує у відомому епізоді роману французького письменника Марселя Пруста «У пошуках утраченого часу». Аромат і смак печива пробудили в ліричного героя спогади з глибокого дитинства. Цей епізод отримав окремий термін в області психології — «прустівський момент»,  яким позначають раптове пробудження спогаду з автобіографічної пам’яті, спричинене сенсорними подразниками (у цьому випадку ароматом і смаком печива «Мадлен»).